# Grüb (Weihenzell)
Grüb (fränkisch: Griab) ist ein Gemeindeteil der Gemeinde Weihenzell im Landkreis Ansbach (Mittelfranken, Bayern). Grüb liegt in der Gemarkung Gebersdorf.

## Geografie
Unmittelbar nördlich des Dorfes entspringt der Muckenwiesengraben, ein rechter Zufluss der Rippach. 0,5 km nordwestlich erhebt sich der Grübesberg (479 m ü. NHN). Im Osten liegen die Flur Gründle und das Waldgebiet Winterschlag. Die Kreisstraße AN 9/ANs 2 führt am Schmalnbachshof vorbei nach Neumühle (2,5 km nördlich) bzw. nach Kammerforst (3,5 km südlich). Eine Gemeindeverbindungsstraße führt die AN 9 kreuzend nach Wernsbach bei Ansbach zur AN 10 (1,8 km nördlich).

## Geschichte
Der Ort wurde 1150 als „Grube“ erstmals urkundlich erwähnt. Der Ortsname ist eine Lageangabe. Grüb soll Sitz einer gleichnamigen adeligen Familie gewesen sein; er ging dann später an die Herren von Dornberg über.
Im Jahre 1460 überfielen Herzog Ludwig IX. von Bayern und dessen Verbündete den Ansbacher Markgrafen Albrecht Achilles. Dabei plünderten und zerstörten sie durch Feuer Eyb und die benachbarten Dörfer Alberndorf, Grüb, Hirschbronn, Katterbach, Obereichenbach, Pfaffengreuth und Untereichenbach.
Im 16-Punkte-Bericht des Oberamtes Ansbach von 1684 wurden für Grüb 11 Mannschaften verzeichnet. Grundherren waren das Hofkastenamt Ansbach (2 Höfe, 6 Köblersgüter), das Stiftsamt Ansbach (1 Anwesen), der Bürgermeister und Rat zu Ansbach (1 Anwesen) und die Deutschordenskommende Virnsberg (1 Anwesen). Außerdem gab es ein Gemeindehirtenhaus. Das Hochgericht und die Dorf- und Gemeindeherrschaft übte das brandenburg-ansbachische Hofkastenamt Ansbach aus.
Auch gegen Ende des 18. Jahrhunderts gab es in Grüb 11 Anwesen und ein Gemeindehirtenhaus. Das Hochgericht und die Dorf- und Gemeindeherrschaft übte weiterhin das Hofkastenamt Ansbach aus. Alleiniger Grundherr über alle Anwesen war das Fürstentum Ansbach (Hofkastenamt Ansbach: 1 Hof, 2 Halbhöfe, 1 Gut, 1 Köblergut, 3 Gütlein, 1 Schmiedgut; Stiftsamt Ansbach: 1 Gut; Ansbacher Rat: 1 Halbhof). Von 1797 bis 1808 unterstand der Ort dem Justiz- und Kammeramt Ansbach.
Im Jahre 1806 kam Grüb an das Königreich Bayern. Im Rahmen des Gemeindeedikts wurde Grüb dem 1808 gebildeten Steuerdistrikt Hennenbach und der 1811 gegründeten Ruralgemeinde Hennenbach zugeordnet. Mit dem Zweiten Gemeindeedikt (1818) wurde Grüb nach Weihenzell umgemeindet. Am 18. März 1830 stellten Gebersdorf, Grüb und Wippendorf einen Antrag eine Ruralgemeinde zu bilden, was am 8. April selbigen Jahres genehmigt wurde. Die Gemeinde hieß zunächst Gebersdorf, erst ab den 1840er Jahren Grüb. Die Gemeinde war in Verwaltung und Gerichtsbarkeit dem Landgericht Ansbach zugeordnet und in der Finanzverwaltung dem Rentamt Ansbach (1919 in Finanzamt Ansbach umbenannt). Ab 1862 gehörte sie zum Bezirksamt Ansbach (1939 in Landkreis Ansbach umbenannt). Die Gerichtsbarkeit blieb bis 1870 beim Landgericht Ansbach, von 1870 bis 1879 war das Stadt- und Landgericht Ansbach zugeordnet, seit 1880 ist es das Amtsgericht Ansbach. Die Gemeinde hatte 1964 eine Gebietsfläche von 6,853 km². Am 1. Januar 1974 wurde sie im Zuge der Gebietsreform in Bayern wieder nach Weihenzell eingemeindet.

## Einwohnerentwicklung
Gemeinde Grüb
| Jahr      | 1840   | 1852   | 1855   | 1861   | 1867   | 1871   | 1875   | 1880   | 1885   | 1890   | 1895   | 1900   | 1905   | 1910   | 1919   | 1925   | 1933   | 1939   | 1946   | 1950   | 1952   | 1961   | 1970   |
| Einwohner | 193    | 182    | 184    | 185    | 200    | 202    | 189    | 189    | 190    | 192    | 191    | 167    | 163    | 157    | 152    | 161    | 156    | 138    | 212    | 210    | 217    | 174    | 161    |
| Häuser    | 34     |        |        |        |        | 33     |        |        | 29     | 31     |        | 33     |        |        |        | 27     |        |        |        | 26     |        | 27     |        |
| Quelle    | [ 18 ] | [ 19 ] | [ 19 ] | [ 20 ] | [ 21 ] | [ 22 ] | [ 23 ] | [ 24 ] | [ 25 ] | [ 26 ] | [ 19 ] | [ 27 ] | [ 19 ] | [ 28 ] | [ 19 ] | [ 29 ] | [ 19 ] | [ 19 ] | [ 19 ] | [ 30 ] | [ 19 ] | [ 14 ] | [ 31 ] |

Ort Grüb
| Jahr      | 001818 | 001840 | 001861 | 001871 | 001885 | 001900 | 001925 | 001950 | 001961 | 001970 | 001987 | 001999 | 002011 | 002017 |
| Einwohner | 70     | 80     | 64     | 80     | 67     | 76     | 64     | 84     | 73     | 66     | 57     | 69     | 63     | 60     |
| Häuser    | 13     | 14     |        |        | 12     | 15     | 12     | 11     | 11     |        | 11     |        |        |        |
| Quelle    | [ 32 ] | [ 18 ] | [ 20 ] | [ 22 ] | [ 25 ] | [ 27 ] | [ 29 ] | [ 30 ] | [ 14 ] | [ 31 ] | [ 33 ] | [ 34 ] |        | [ 1 ]  |

## Religion
Der Ort ist seit der Reformation evangelisch-lutherisch geprägt und bis heute nach St. Jakob (Weihenzell) gepfarrt. Die Einwohner römisch-katholischer Konfession waren zunächst nach St. Ludwig (Ansbach) gepfarrt, seit 1970 ist die Pfarrei Christ König (Ansbach) zuständig.